# Defenders
Defenders sau Apărătorii sunt un set de grupuri de supereroi fictive cu membri rotativi care apar în cărțile de benzi desenate americane publicate de Marvel Comics. Ei sunt de obicei prezentați ca o „non-echipă” de „străini” individualiști care, în aventurile lor anterioare, sunt cunoscuți pentru că își urmăresc propriile agende. Echipa se luptă adesea cu amenințări mistice și supranaturale .